# Llanycrwys
Llanycrwys est un hameau et une communauté du Carmarthenshire, au pays de Galles.

## Géographie
Le hameau de Llanycrwys se situe dans le nord-est du Carmarthenshire. La communauté est délimitée au nord par la frontière du Ceredigion, à l'est par l'Afon Twrch (en) et au sud par la route A482 (en). La ville la plus proche est Lampeter, à une dizaine de kilomètres au nord-ouest.

## Démographie
Au recensement de 2011, la communauté de Llanycrwys comptait 235 habitants.